# لی شیائوشین
لی شیائوشین (انگلیسی: Li Xiaoqin؛ زادهٔ ۷ دسامبر ۱۹۶۱) بازیکن بسکتبال اهل چین است.